# Andrew J. Smith
Andrew J. Smith (* 22. November 1967 in Amersham) ist ein britischer Filmregisseur, Drehbuchautor und Filmproduzent.

## Leben
Andrew J. Smith wurde 1967 in dem nordwestlich von London gelegenen, englischen Ort Amersham geboren. Sein Zwillingsbruder ist Alex Smith, mit dem er einige Filme gemeinsam drehte. Ihr gemeinsamer Stiefvater ist William Kittredge. Smith arbeitet an der School of Media Arts der University of Montana und pendelt zwischen seinem Arbeitsplatz und San Francisco, wo seine Ehefrau und seine zwei Töchter leben.
Sein Regiedebüt gab Smith 1987 mit der Filmkomödie Mesh. Gemeinsam mit seinem Bruder drehte er die Filme Winter in the Blood und Walking Out.

## Filmografie (Auswahl)
- 2002: The Slaughter Rule
- 2013: Winter in the Blood
- 2017: Walking Out

## Auszeichnungen (Auswahl)
Stockholm Film Festival
- 2002: Auszeichnung mit dem FIPRESCI Prize (The Slaughter Rule)